# Museo Egipcio de Berlín

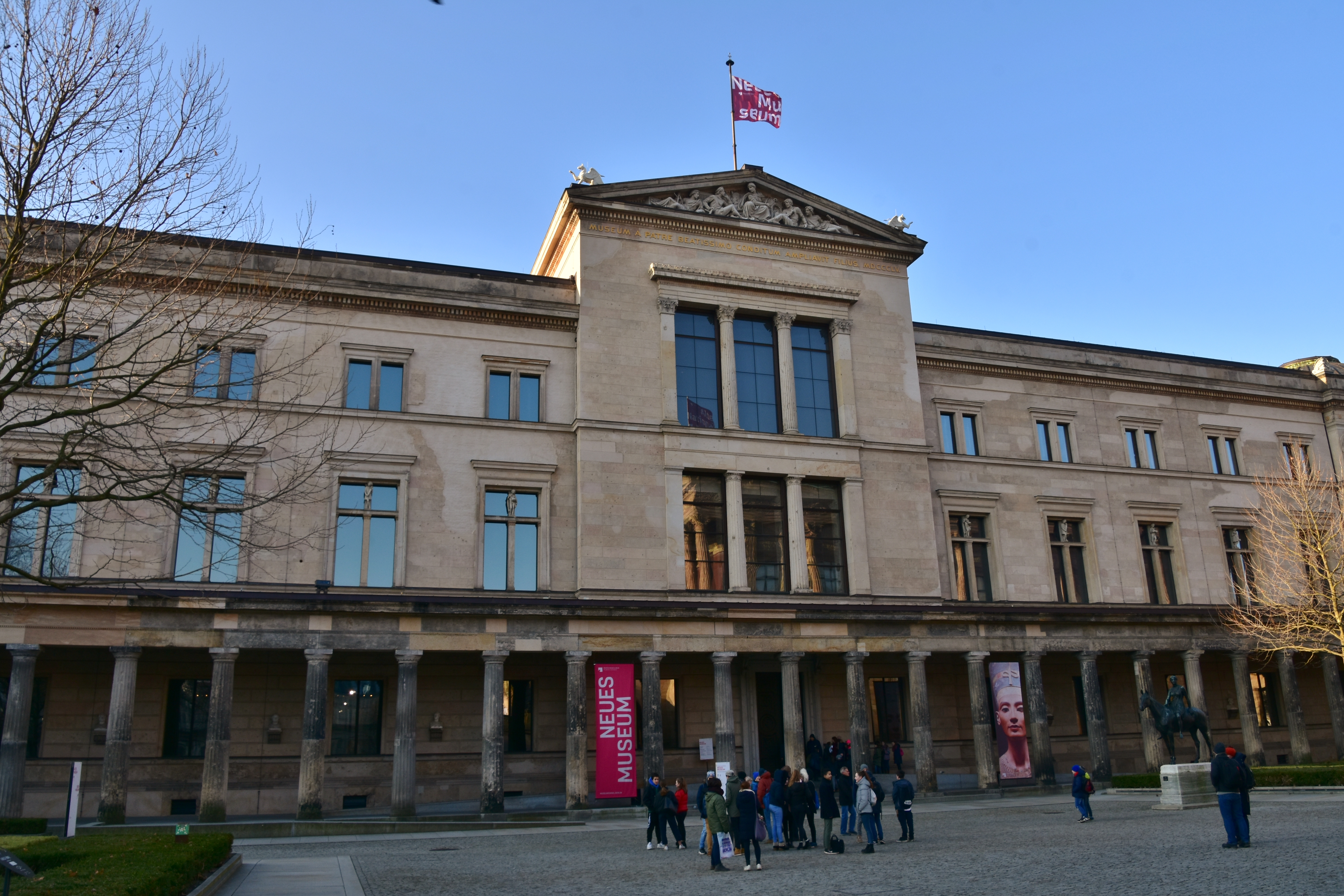
Museo Egipcio de Berlín.

El Museo Egipcio de Berlín (en alemán: Ägyptisches Museum und Papyrussammlung) custodia una de las colecciones más importantes del mundo de antigüedades egipcias. La colección es parte del Neues Museum.

## Historia
El museo se originó en el siglo XVII de la colección de arte real de los monarcas de Prusia. Alexander von Humboldt había recomendado que se creara una sección egipcia, y los primeros objetos fueron llevados a Berlín en 1828 con Federico Guillermo III de Prusia. Después de la Segunda Guerra Mundial, durante la cual sufrió graves daños, el museo quedó dividido entre el Berlín Oriental y el Berlín Occidental, reunido de nuevo después de la Reunificación de Alemania.

## La colección

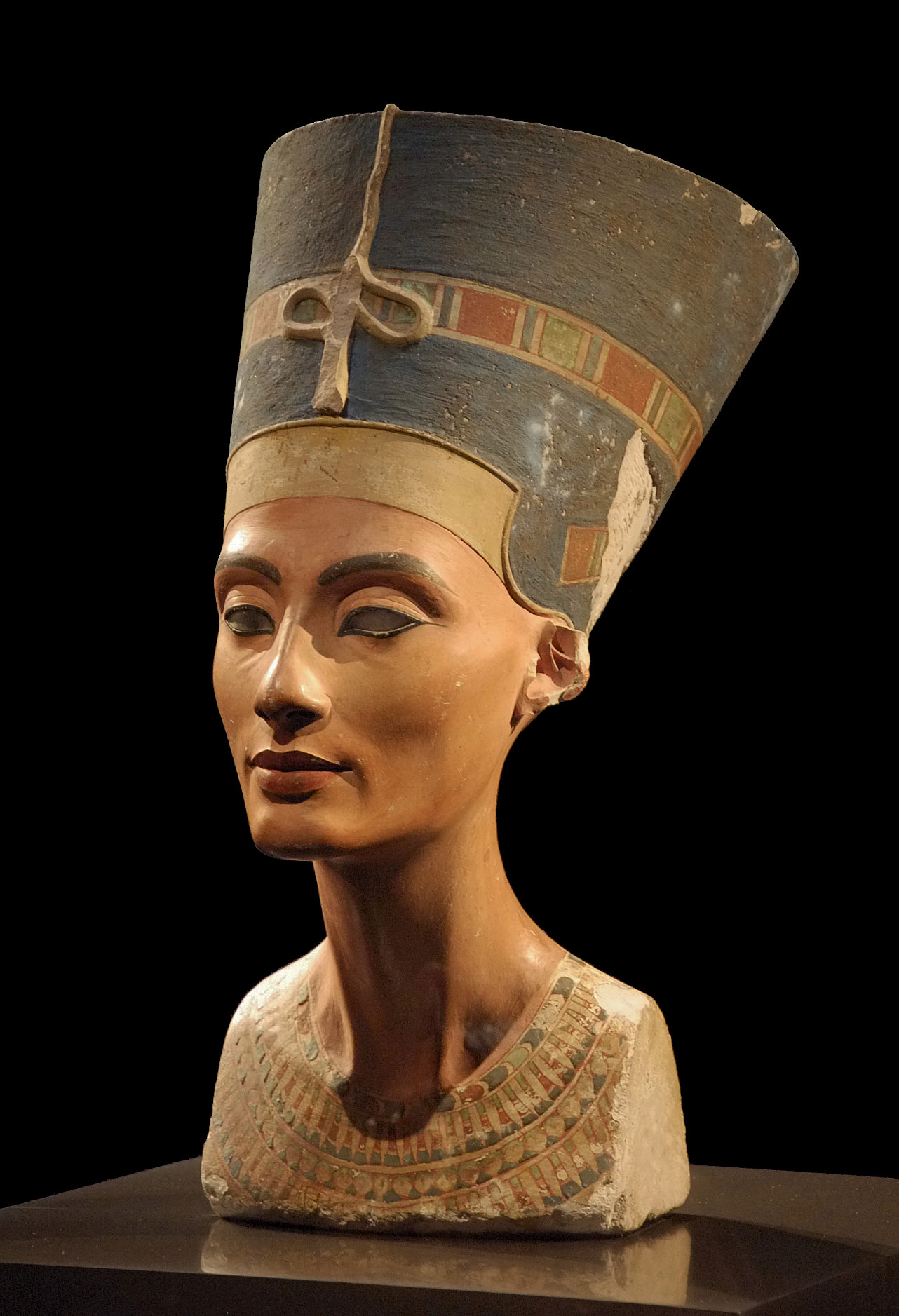
Busto de Nefertiti.

La colección ofrece una visión completa de la cultura y el arte del Antiguo Egipto durante un período de cuatro milenios. El museo está organizado en tres zonas temáticas: la vida cotidiana en el valle del Nilo, la veneración de faraones y dioses, y las creencias en el más allá. También posee parte de los más significativos escritos egipcios antiguos en papiro, como el Papiro Westcar y varios descubiertos en Teadelfia.
La colección se compone de objetos que datan desde el periodo predinástico de Egipto (ca. 4000 a. C.) hasta el período de dominación romana, aunque la mayoría datan del reinado de Akenatón (ca. 1340 a. C.)
La obra más famosa exhibida es el Busto de Nefertiti, excepcionalmente bien conservado y de vivos colores. La colección fue trasladada de Charlottenburg al Altes Museum en 2005 y fue realojado en el Neues Museum, reconstruido en Isla de los Museos de Berlín en octubre de 2009.